# Lasiopogon nanus
Lasiopogon nanus là một loài ruồi trong họ Asilidae. Lasiopogon nanus được Oldenberg miêu tả năm 1924.